# Antagonist (farmacologie)

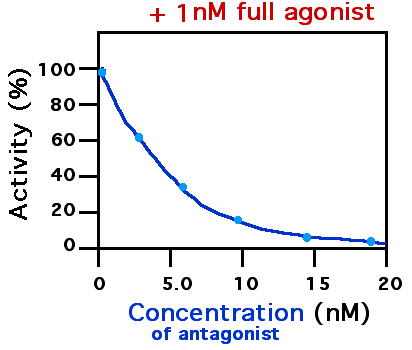
Reprezentare grafică a mecanismului de acțiune a unui antagonist.

În farmacologie, un antagonist (uneori denumit blocant) este un compus sau medicament care se leagă specific de un anumit receptor, blocând aceste receptor, cu scopul diminuării semnificative a activității acestuia. Spre deosebire de un compus agonist, care se leagă de receptor și are activitate, un antagonist se leagă de receptor dar nu îi imprimă activitate. Exemple tipice de antagoniști includ: alfa-blocantele, beta-blocantele, blocantele canalelor de calciu, etc. Prin proprietățile lor (au afinitate pentru receptor dar nu au activitate intrinsecă), antagoniștii perturbă interacțiunea dintre receptor și un ligand cu rol agonist, ceea ce duce la diminuarea/inhibarea funcției.

## Clasificare
Antagoniștii pot fi competitivi sau necompetitivi. Un antagonist competitiv se leagă de același situs de pe receptor ca ligandul endogen, ceea ce duce scăderea potenței ligandului. Pe de altă parte, antagonistul necompetitiv se leagă de un situs diferit pe receptor, ceea ce diminuează eficacitatea maximă a ligandului endogen.
Antagoniștii competitivi pot fi reversibili sau ireversibili.